# Não Podemo Se Entregá Pros Home
Não Podemo Se Entregá Pros Home é o único album de estúdio gravado por Leopoldo Rassier.

## Faixas
1. "Não Podemo Se Entregá Pros Home" (Humberto Zanatta, Francisco Alves, Francisco Scherer) – 4:31
2. "Sabe Moço" (Francisco Alves) – 4:45
3. "Segredos do Meu Cambicho" (José Athanásio Borges, Dorotéo Fagundes) – 3:59
4. "Veterano" (Antônio Augusto Ferreira, Ewerton dos Anjos Ferreira) – 3:32
5. "Garibaldi: Herói, Marujo e Gaudério" (Luiz Coronel, Sérgio Rojas) – 3:09
6. "Entardecer" (Antônio Augusto Ferreira, Ewerton dos Anjos Ferreira) – 4:40
7. "Laço das Estrelas" (Edilberto Teixeira, Ênio Medeiros) – 3:29
8. "A Lo Largo" (Antônio Carlos Machado, Jerônimo Jardim) – 3:54
9. "Barranca e Fronteira" (Antonio Augusto Fagundes, Luiz Telles) – 3:15
10. "Minha Querência" (Gilda Souza Soares) – 3:49

## Ficha Técnica[1]
- Produtor Fonográfico: Nilo Odone Sehn
- Coordenação de Produção: Alex
- Produtor Executivo: Juarez Fonseca
- Coordenador Artístico: Lenin Nuñes
- Técnicos de Gravação: Alexandre Alves e Renato Alsher
- Técnico de Mixagem: Alexandre Alves
- Foto de Capa: Tude Munhoz
- Arte da Capa: Julinho e Marquinho
- Discoteca Produções – 803.393 - 1986